# Patrick Bernard Delany
Patrick Bernard Delany (* 28. Januar 1845 in Killavilla; † 19. Oktober 1924 in South Orange) war ein US‑amerikanischer Elektroingenieur und Erfinder irischer Abstammung.

## Leben
Patrick Delany wurde in der Mitte Irlands im damaligen King’s County geboren, heute ist es das County Offaly. Seine Eltern waren James Delany und dessen Ehefrau Margaret, geb. White. Im Jahr 1854, als Patrick noch keine zehn Jahre alt war, wanderte die Familie nach Hartford in die Hauptstadt des US‑Bundesstaates Connecticut aus. Dort besuchte er fünf Jahre lang eine Pfarrschule, bevor er, zunächst als Bürojunge, in einem Telegrafenamt arbeitete. Er zeigte großes Interesse für die damals hochmoderne elektrische Telegrafie sowie eine außergewöhnliche Begabung als Telegrafist. Im Alter von nur 18 Jahren wurde er Pressetelegrafist in Worcester (Massachusetts).
Im Jahr 1865, er war inzwischen 20 Jahre alt, wechselte er beruflich nach Albany in die Hauptstadt des Bundesstaats New York und arbeitete dort in leitender Position. Zu seinem Verantwortungsbereich gehörten alle Telegrafenleitungen von New York City und Buffalo. Ein Jahr später, 1868, wurde er Cheftelegrafist der Franklin Telegraph Company in Philadelphia. Dort lernte er Annie Ovenshine kennen, die er 1869 heiratete. Das Paar bekam einen Sohn.
Im Jahr 1870 zogen sie in die die Hauptstadt der Vereinigten Staaten nach Washington. Dort traf er Thomas Edison (1847–1931), mit dem ihm anschließend eine lebenslange Freundschaft verband, und er wurde Superintendent der Automatic Telegraph Company. In dieser Funktion entwickelte er die Geschäftsidee, die Spielergebnisse der professionellen Baseball-Liga per Telegrafie zu kommunizieren.
Im Jahr 1876 wechselte er zum Journalismus und war für kurze Zeit Herausgeber des Wochenblatts Old Commonwealth in Virginia. Vier Jahre später, 1880, entschied er sich, seine früheren Fachgebiete wieder aufzunehmen, die Telegrafie und die Elektrotechnik. In den folgenden Jahren reichte er über 150 Patente ein, hauptsächlich zur Telegrafie sowie verwandten Gebieten, wie Tonaufzeichnung.

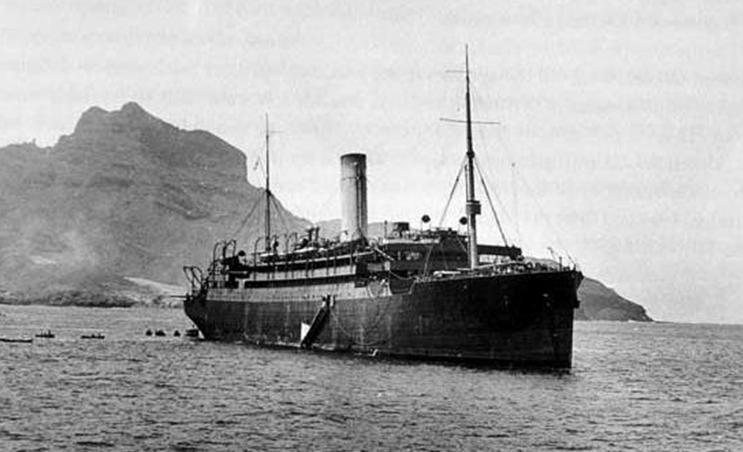
Die Laurentic als Truppentransporter im Ersten Weltkrieg (um 1916)

Während des Ersten Weltkriegs entwickelte er Geräte zur Ortung von getauchten U‑Booten, mit denen auch andere metallische Objekte unter Wasser entdeckt werden konnten. Es gelang ihm damit, das am 25. Januar 1917 vor der Küste Nordirlands gesunkene Passagierschiff Laurentic zu finden und von dort Goldbarren mit einer Masse von etwa 35 t für die britische Regierung zu bergen (siehe auch: Das „Goldbarrenschiff“).
Patrick Bernard Delany war Mitglied des American Institute of Electrical Engineers (AIEE) und der American Association for the Advancement of Science (AAAS). Er wurde 79 Jahre alt und auf Nantucket beerdigt.